# Saitis taurica
Saitis taurica är en spindelart som beskrevs av Kulczynski 1905. Saitis taurica ingår i släktet Saitis och familjen hoppspindlar. Inga underarter finns listade i Catalogue of Life.